# Kepler-6
Coordenadas:  19h 47m 20.9s, +48° 14′ 23.8″
Kepler-6 é um gigante amarelo situado na constelação de Cygnus. A estrela encontra-se dentro do campo de visão da Missão Kepler, que descobriu-se como parte de uma missão liderada pela NASA para descobrir planetas semelhantes à Terra. A estrela, que é um pouco maior, mais rica em metal, um pouco mais fria, e mais massiva que o Sol, é orbitado por pelo menos um exoplaneta, um planeta do tamanho de Júpiter chamado Kepler-6b que orbita perto da sua estrela.

## Nomenclatura e história
Kepler-6 foi nomeado para a Missão Kepler, um projeto da NASA lançado em 2009, que tem como objetivo descobrir planetas semelhantes à Terra em trânsito ou cruzando em frente, de suas estrelas com relação à Terra. Ao contrário das estrelas como o Sol ou Sirius, Kepler-6 não tem um nome comum e coloquial. A descoberta de Kepler-6b foi anunciada pela equipe do Kepler em 4 de janeiro de 2010,  na reunião 215 da American Astronomical Society junto com planetas em torno de Kepler-4, Kepler-5, Kepler-7 e Kepler-8. Foi o terceiro planeta a ser descoberto pela sonda Kepler; os três primeiros planetas a serem verificados pelos dados do Kepler já tinham sido descobertos. Estes três planetas foram utilizados para testar a precisão das medições do Kepler.
A descoberta de Kepler-6 foi confirmada por observações complementares utilizando os telescópios Hobby-Eberly e Smith no Texas; telescópio Keck 1 no Havaí; telescópios Hale e Shane no sul da Califórnia; os telescópios WIYN, MMT, e Tillinghast no Arizona; e o Telescópio Óptico Nórdico, nas Ilhas Canárias.

## Características
Kepler-6 é uma estrela que é de aproximadamente 1.209 Msun, ou cerca de cinco quartos da massa do Sol. Também é mais amplo do que o Sol, com um raio de 1.391 Rsun, ou sete quintos do que o Sol. A estrela tem aproximadamente 3.8 bilhões de anos, e tem uma temperatura efetiva de 5647 K. Em comparação, o Sol tem uma temperatura um pouco mais quente de 5778 K. Kepler-6 tem uma metalicidade de [Fe/H] = +0.34, tornando-se 2.2 vezes mais metálico que o Sol. Em média, as estrelas ricas em metais tendem a ser mais propensas a ter planetas e sistemas planetários.
A estrela, vista da Terra, tem uma magnitude aparente de 13.8. Não é visível a olho nu. Em comparação, a magnitude aparente de Plutão em sua fase mais brilhante é um pouco mais brilhante, de 13.65.

## Sistema planetário

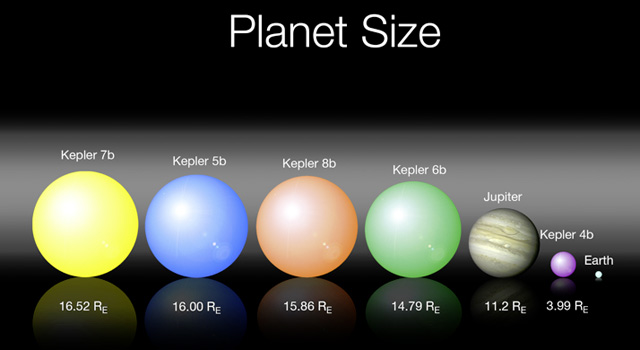
Uma foto mostrando os tamanhos relativos dos cinco primeiros planetas descobertos pelo Kepler. Kepler-6b é apenas maior do que Júpiter, representado em verde.

Kepler-6 tem um exoplaneta confirmado; é um gigante gasoso chamado Kepler-6b. O planeta é de aproximadamente .669 MJ, ou cerca de dois terços da massa de Júpiter. Também é um pouco mais difusa do que Júpiter, com um raio de aproximadamente 1.323 RJ. Kepler-6b orbita a uma distância média de .0456 AU de sua estrela e completa uma órbita a cada 3.234 dias. A excentricidade da órbita do planeta é assumido como sendo 0, que é a de uma órbita circular.
| Planeta (em ordem de estrela) | Massa    | Semieixo maior (UA) | Período orbital (Dias) | Excentricidade | Inclinação | Raio     |
| ----------------------------- | -------- | ------------------- | ---------------------- | -------------- | ---------- | -------- |
| b                             | 0.669 MJ | 0.04567             | 3.2347                 | 0              | —          | 1.323 RJ |